# Günzach

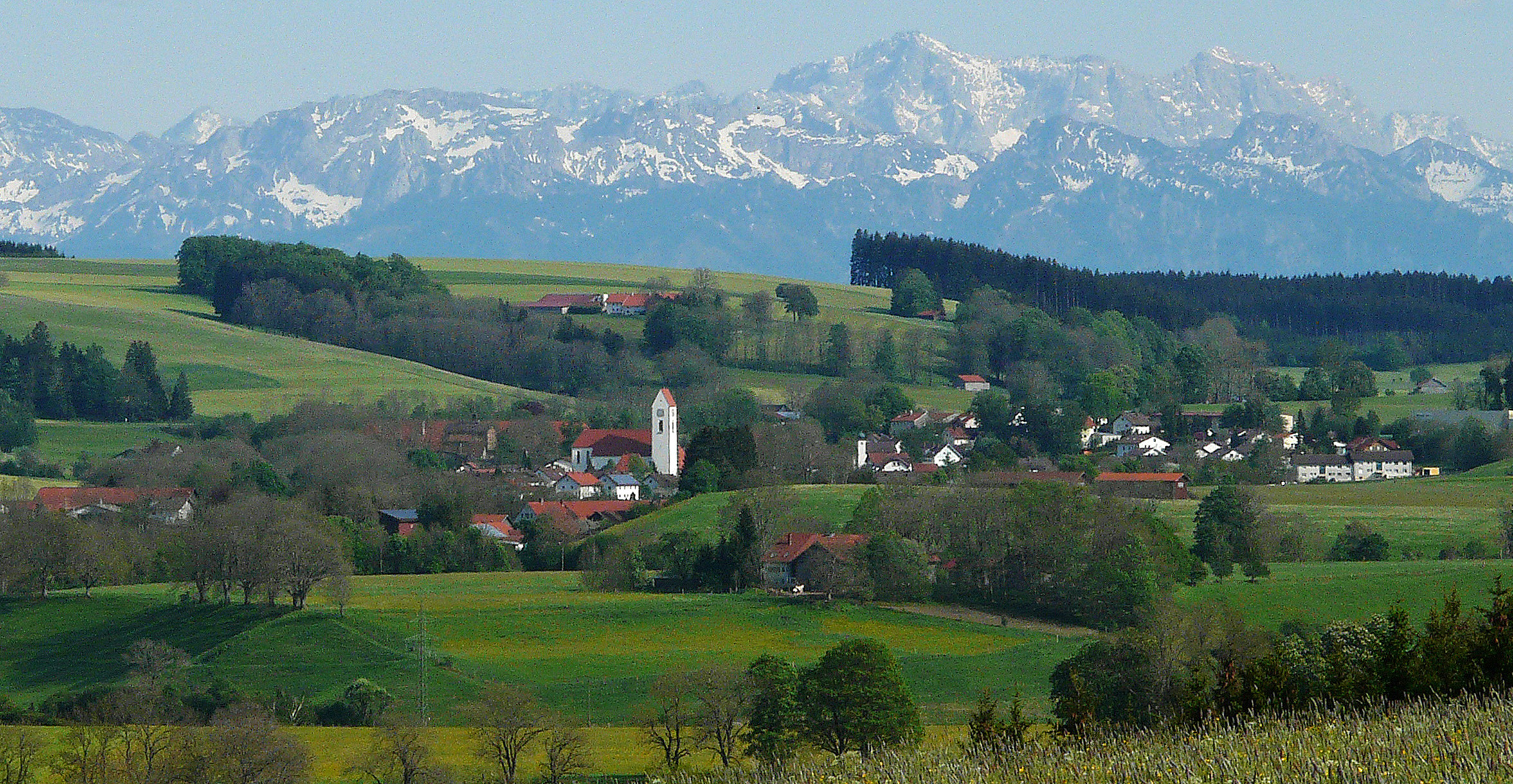
Günzach von Nordwesten

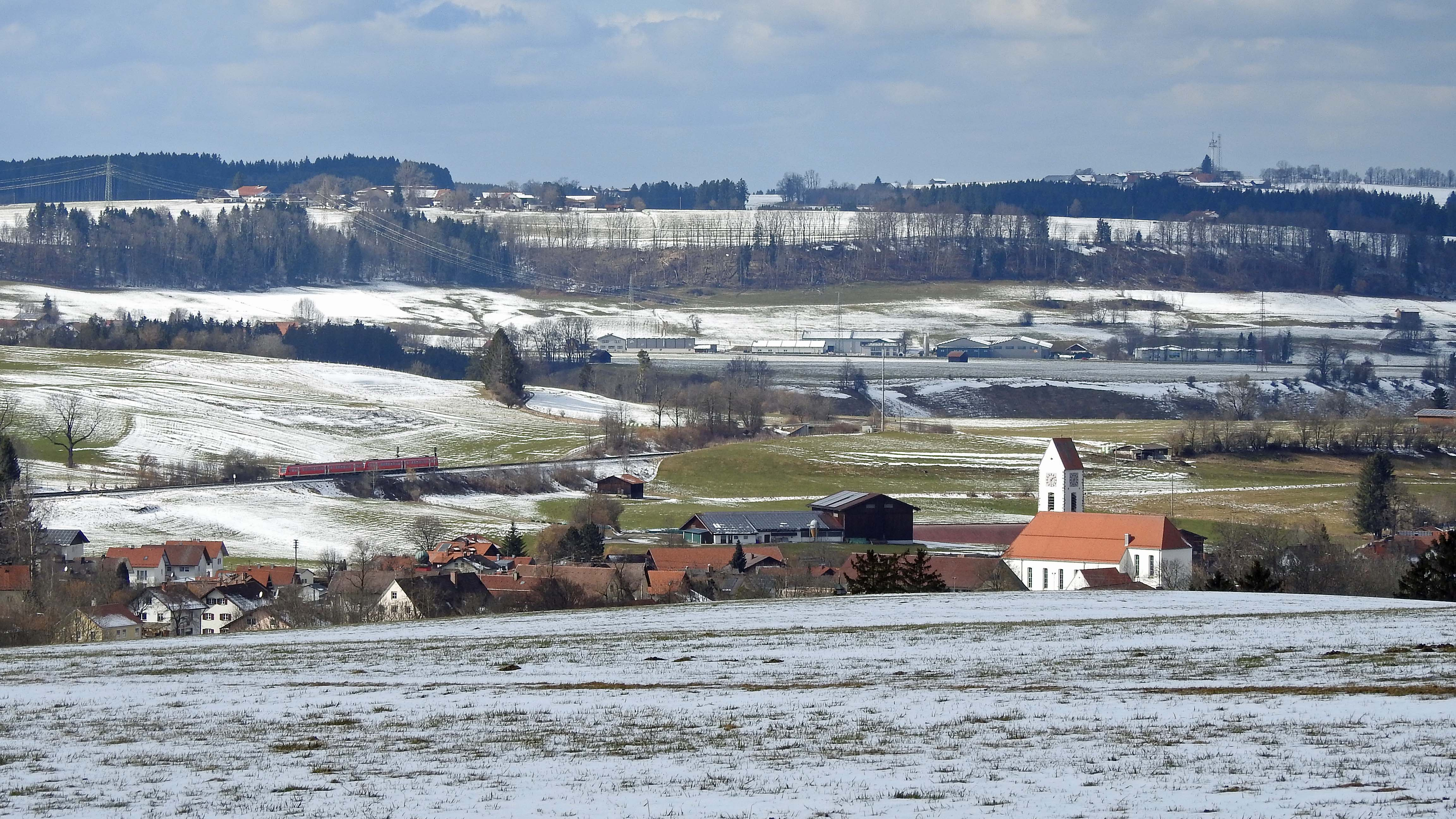
Günzach von Südosten

Günzach ist eine Gemeinde im schwäbischen Landkreis Ostallgäu.

## Geografie

### Lage
Die Gemeinde liegt in der Region Allgäu und im Quellgebiet der östlichen Günz zwischen 752 m ü. NHN (östliche Günz) und 892 m ü. NHN (östlich von Heimenhalden).

### Gemeindegliederung
Es gibt nur die Gemarkung Günzach.
Es gibt 27 Gemeindeteile (in Klammern ist der Siedlungstyp angegeben):
- Albrechts (Dorf)
- Allgay (Weiler)
- Autenried (Dorf)
- Dillian (Einöde)
- Eggenbühl (Weiler)
- Grettler (Einöde)
- Grünten (Einöde)
- Günzach (Kirchdorf)
- Heimenhalden (Einöde)
- Hirn (Einöde)
- Immenthal (Kirchdorf)
- Lang (Einöde)
- Marxer (Einöde)
- Mindel (Einöde)
- Mittelberg (Dorf)
- Ohneberg (Einöde)
- Rohr (Dorf)
- Rudwarz (Weiler)
- Schobermühle (Einöde)
- Schöllhorn (Weiler)
- Schübel (Einöde)
- Schuster (Einöde)
- Sellthüren (Kirchdorf)
- Steig (Einöde)
- Stockach (Weiler)
- Upratsberg (Weiler)
- Ziegelhütte (Einöde)

## Geschichte

### Bis zur Gemeindegründung
Günzach wurde um 1730 gegründet und gehörte seinerzeit zum Fürststift Kempten. Seit dem Reichsdeputationshauptschluss von 1803 gehört der Ort zu Bayern. Im Zuge der Verwaltungsreformen in Bayern entstand mit dem Gemeindeedikt von 1818 die Gemeinde Immenthal. Es sind jedoch frühere Besiedlungsmerkmale vorhanden (Grundmauern einer römischen Villa).

### Namensänderung
Am 27. September 1976 wurde die Gemeinde Immenthal amtlich in Günzach umbenannt.

### Einwohnerentwicklung
| Jahr      | 1970 | 1987 | 1991 | 1995 | 2000 | 2005 | 2010 | 2015 | 2020 |
| Einwohner | 1259 | 1235 | 1259 | 1364 | 1432 | 1489 | 1490 | 1440 | 1430 |

Günzach wuchs von 1988 bis 2008 um 216 Einwohner bzw. ca. 17 %. Zwischen 1988 und 2018 wuchs die Gemeinde von 1253 auf 1460 um 207 Einwohner bzw. um 16,5 %.

## Politik
Die Gemeinde ist Mitglied der Verwaltungsgemeinschaft Obergünzburg.

### Bürgermeisterin
Erste Bürgermeisterin ist seit Mai 2014 Wilma Hofer (Pro Günzach); am 15. März 2020 wurde diese mit 60,63 % der Stimmen für weitere sechs Jahre gewählt. Ihre Vorgängerin war Brigitte Schröder (2002–2014, Freie Wähler); bis 2002 stand Georg Häring (CSU/Parteilose Wähler) an der Spitze der Gemeinde.

### Gemeinderat
Die Wahl am 15. März 2020 hatte folgendes Ergebnis:
- Pro Günzach: 7 Sitze (58,51 %)
- CSU: 5 Sitze (41,49 %).

Die Wahlbeteiligung lag bei 70,96 %.

### Wappen
| Wappen von Günzach | Blasonierung: „Geteilt von Rot und Blau; oben ein durchgehender silberner Wellenbalken, unten ein silbernes Buchenblatt.“ |
| Wappen von Günzach | Wappenbegründung: Aus den Hauptmannschaften Immenthal und Mittelberg entstand 1808 die Gemeinde Immenthal. Die Gemeinde wurde 1977 in Günzach umbenannt. Bis zur Säkularisation war Immenthal Sitz einer Hauptmannschaft. Der Kemptener Fürstabt Anselm von Reichlin-Meldegg (1728 bis 1747) erbaute 1730 hier ein Jagdschloss und ein Bräuhaus. Der Wellenbalken stellt den Fluss Günz dar. Zugleich steht er redend für den Ortsnamen in zweierlei Hinsicht: Die keltische Bezeichnung Günz bedeutet fließendes Wasser ebenso wie das Wort Ach. Das Buchenblatt steht redend für den ehemaligen Buchenhain im Gemeindegebiet. Die Farben Rot und Blau erinnern an die Herrschaft des Fürststifts Kempten. Die Farben Silber und Blau sind die bayerischen Landesfarben. Dieses Wappen wird seit 1957 geführt. |

## Wirtschaft und Infrastruktur

### Wirtschaft einschließlich Land- und Forstwirtschaft
Es gab im Jahr 2020 nach der amtlichen Statistik im produzierenden Gewerbe 365 und im Bereich Handel und Verkehr 37 sozialversicherungspflichtig Beschäftigte am Arbeitsort. In sonstigen Wirtschaftsbereichen waren am Arbeitsort 41 Personen sozialversicherungspflichtig beschäftigt. Sozialversicherungspflichtig Beschäftigte am Wohnort gab es 569. Im verarbeitenden Gewerbe (sowie Bergbau und Gewinnung von Steinen und Erden) gab es zwei, im Bauhauptgewerbe keine Betriebe. Zudem bestanden im Jahr 2016 48 landwirtschaftliche Betriebe mit einer landwirtschaftlich genutzten Fläche von 1836 ha.
Im Gemeindeteil Albrechts wurde der erste Camembert hergestellt (Käserei im Ersten Weltkrieg eingestellt). Günzach ist die Heimat des patentierten Saftbirnenbrotes.
Die Papierfabrik Günzach, ehemals 4P Nicolaus, heißt heute Technocell Dekor und ist Teil der Felix Schoeller Gruppe.

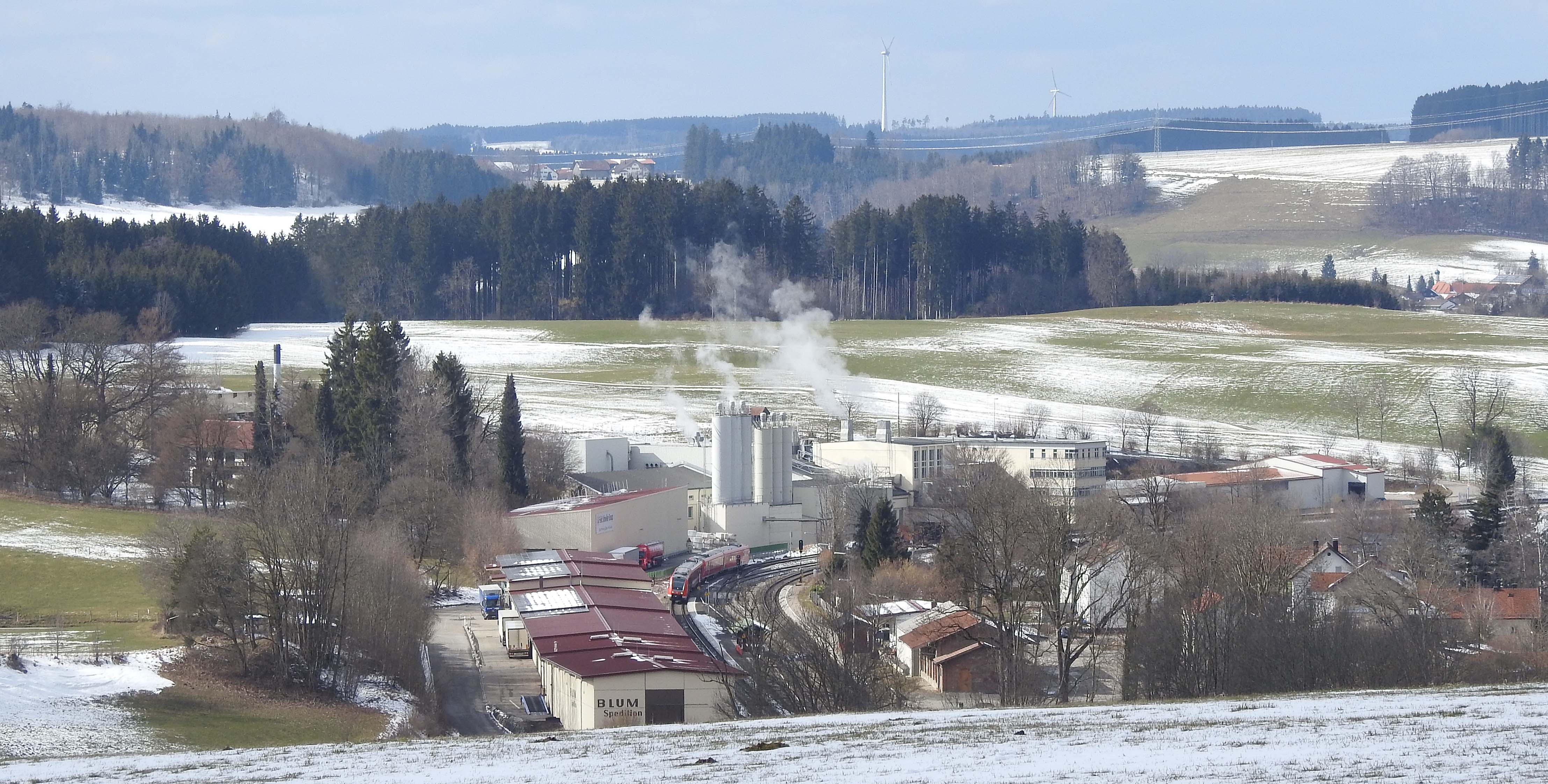
Bahnhof Günzach und Technocell Dekor GmbH

### Verkehr
Der Bahnhof Günzach liegt an der Bahnstrecke Buchloe–Lindau und ist mit 801 m ü. NHN der höchstgelegene zweigleisige Bahnhof Bayerns. Mit einer Höhe von 806 m über dem Meeresspiegel liegt auf deutschem Gebiet lediglich der Bahnhof St. Georgen an der zweigleisigen Badischen Schwarzwaldbahn noch etwas höher.

### Bildung
Es gibt folgende Einrichtungen (Stand: 2021):
- ein Kindergarten: 67 Kindergartenplätze mit 63 betreuten Kindern